# 申侯 (鄭國)
申侯（？—前653年），春秋时期楚国申地人。
申侯是申氏所生，在楚文王时为大夫，受到楚文王的宠信。因为他贪得无厌，结怨甚多，楚文王临死让他出逃外国。他到郑国，得到郑厉公的重用。前656年，召陵之会之后，陈国辕涛涂怕齐国路过自己的国家，向申侯商量建议齐桓公沿东海回国。申侯同意了。但在辕涛涂向齐桓公说了之后，申侯却对齐桓公说这样会使齐国遇到夷人的袭击。齐桓公将辕涛涂扣押，并赐给申侯虎牢。第二年，首止之盟，郑文公逃会。齐桓公要讨伐郑国。辕涛涂建议申侯修筑虎牢，然后向郑文公说申侯有不臣之心。郑文公猜忌申侯。前653年，齐国围郑，郑文公将叛齐的责任推给申侯，杀申侯讨好齐桓公。《汉书·古今人表》将他定位七等下上。